# آرامگاه مریم مقدس

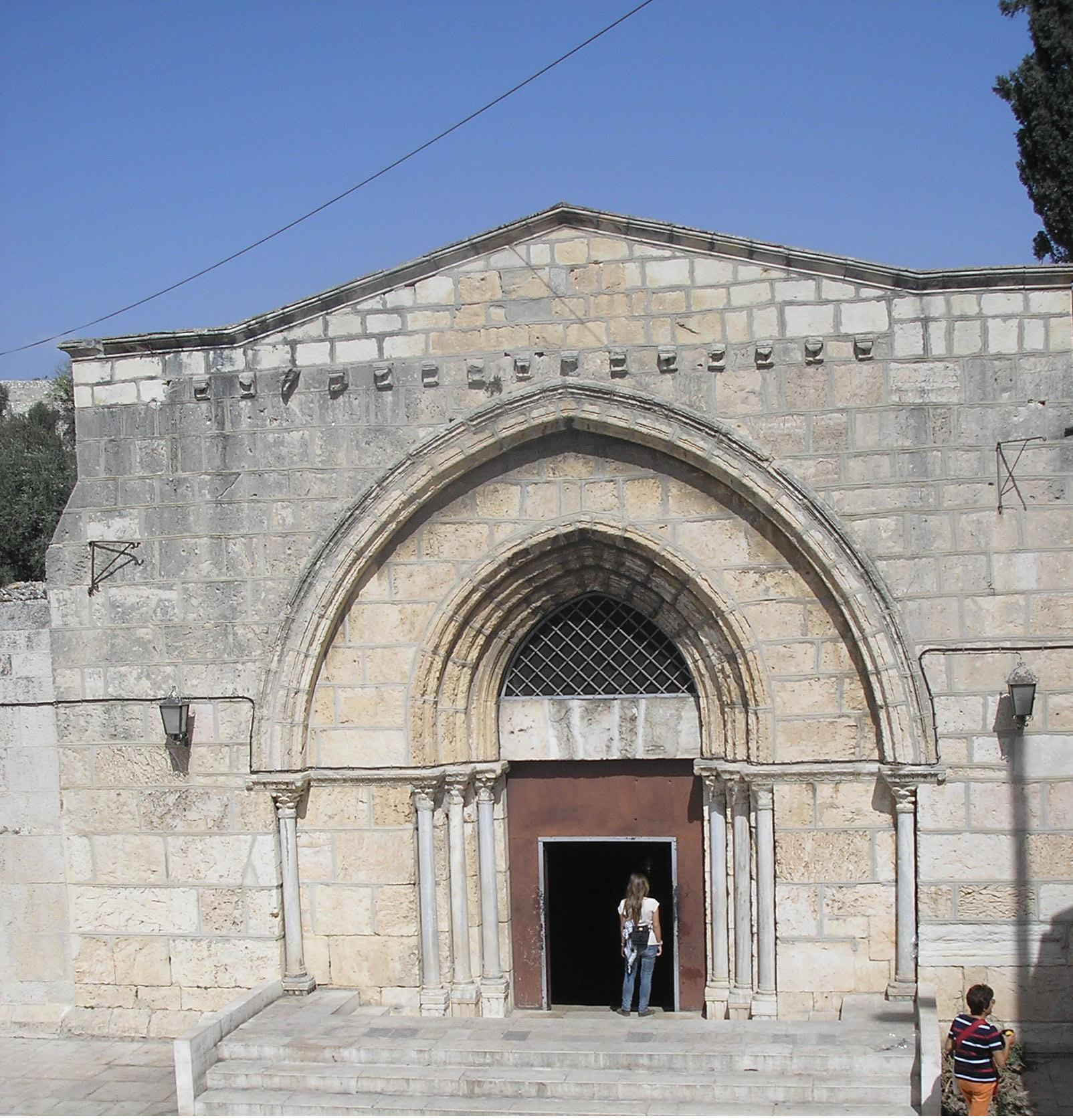
آرامگاه مریم مقدس

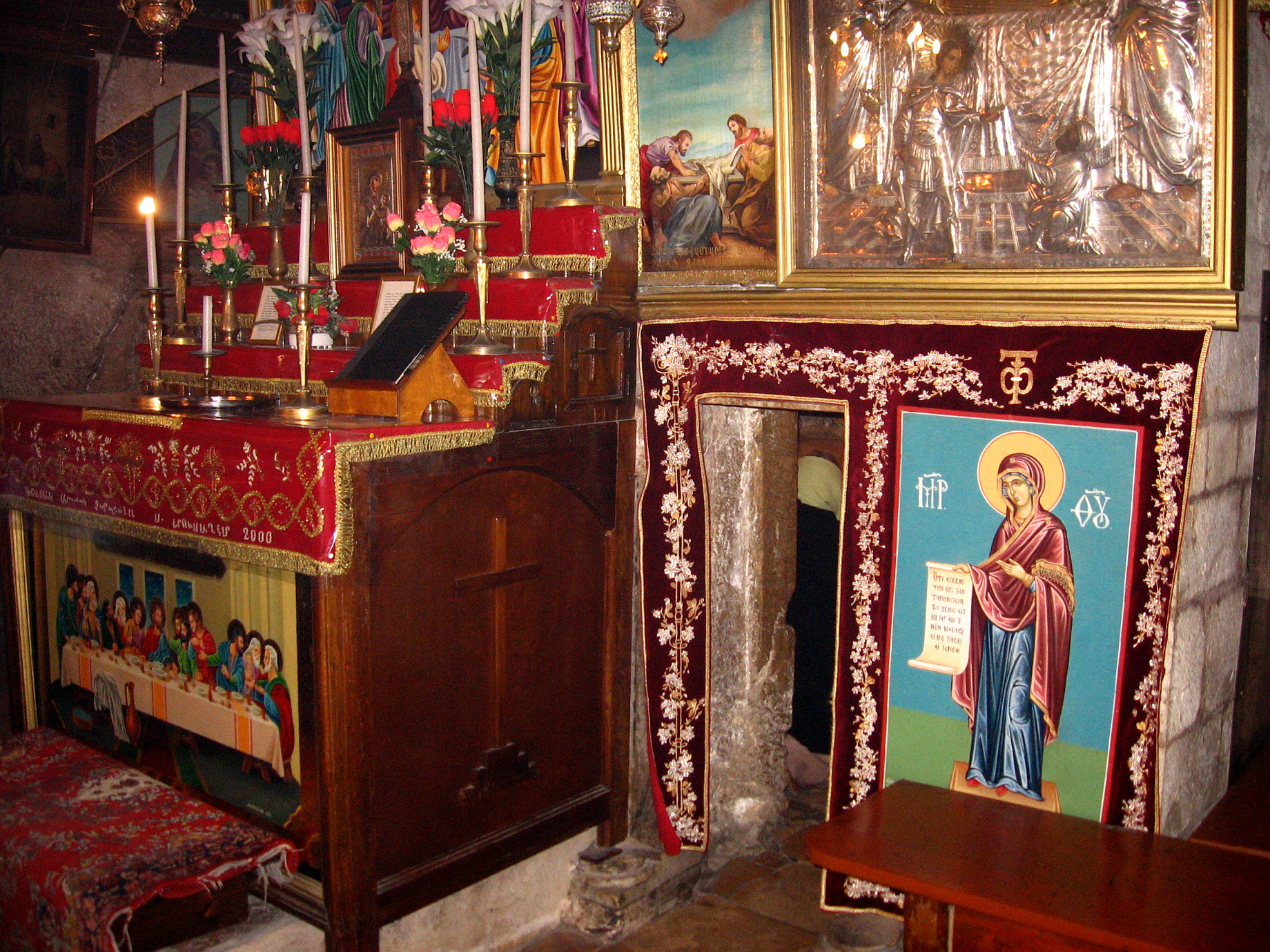
قبر مریم مقدس

آرامگاه مریم مقدس (عبری: קבר מרים‎) در پایین کلیسایی در کوه زیتون قرار دارد که نزدیک به شهر اورشلیم در فلسطین است. اولین قبر در قرن اول میلادی برای مقبره مریم ساخته شد و در قرن پنجم میلادی، قسمت‌های بیشتری به آن اضافه شد. بعد از تصرف این منطقه توسط صلاح‌الدین ایوبی، محرابی که به سمت شهر مکه است، در آن ساخته شد.
در اسلام، جای‌گاه مریم بسیار بالاست و یکی از زنانی است که در قرآن به نام او اشاره رفته‌است. نوزدهمین سوره قرآن به نام مریم است و نام او در قرآن بیشتر از کتاب انجیل عهد جدید ذکر شده‌است. مسیحی‌ها و مسلمان‌ها اعتقاد به نزول وحی نیز به مریم دارند.